# 沖ボクシングジム
沖ボクシングジムは、東京都板橋区南常盤台にあった日本のプロボクシングジムである。略称は沖ジム。

## 歴史
建材・建設業を営む沖建材工業（後の株式会社サンオキ）の代表取締役であった沖徳一により1992年に設立。沖は元協栄ボクシングジムの選手であった宮下政生を応援していたことから、新社屋移転とともに宮下を会長として沖ボクシングジムをスタートさせた。沖ジム第1号の選手は竹原慎二で、1995年に日本初のWBA世界ミドル級王座を獲得。2000年頃よりTBSのバラエティ番組「ガチンコ!」のメイン企画「ファイトクラブ」のロケ地になり、一躍有名となる。その後、親会社の経営上の都合により2004年をもって閉鎖。沖ジム最後の試合は、日本ランカーの田中光吉の試合であった。

### 特徴
沖建材工業では人手不足が深刻だったことがあり、代表取締役社長である沖がボクシングファンであったことから、社内業務の拘束時間をボクシングの練習時間に考慮した時間帯とすることで、仕事とボクシングの両立を可能とする環境を整備した。これを売りにして、ボクシング部がある高校で勧誘を行い、仕事以外のボクシングの練習は、新宿区にある協栄ジムで行わせていた。沖ジム開設後もしばらくは当時大久保に構えていた協栄ジムに間借りする形で運営を行っていた。

## ジムに在籍していた選手
- 竹原慎二
- 田中光吉
- 中野吉郎

## ジムに在籍していたトレーナー
- 宮下政生(現渡嘉敷ジムトレーナー)
- 古口哲(後の古口・協栄ボクシングジム会長)
- 福田洋二(現福田ボクシングジム会長)
- 矢可部修(現ジャパンスポーツクラブトレーナー)
- 吉井慎次(元協栄・ワタナベジムトレーナー、亀田ジム会長)